# موزه اسقف اعظم آرداک مانوکیان
موزه اسقف اعظم آرداک مانوکیان در خیابان میرزا کوچک خان تهران قرار دارد. در سال ۲۰۰۸ میلادی به نام اسقف اعظم آرداک مانوکیان نام گذاری شد و به نام موزه مردم شناسی ارامنه نیز شهرت دارد. این موزه شامل لوازم و وسایل مربوط به برگزاری مراسم‌های مذهبی، تصاویر و اطلاعات کلیساها و دیرهای ارامنه کشور، لباس سنتی زنان ارامنه در دوره‌های مختلف تاریخی، تندیس‌های اهدایی بانو لیلیت تریان مجسمه‌ساز برجسته و سایر آثار هنرمندان ارامنه است.
آرداک مانوکیان نام رهبر دینی کلیسای ارمنی ایران است که به مدّت چهل سال، از سال ۱۹۶۰ تا سال ۲۰۰۰ میلادی، این سمت را به عهده داشته‌است
این موزه به‌طور رسمی در ۱۴ آبان ۱۳۸۷ (۴ نوامبر ۲۰۰۸) با حضور پیشوای دینی ارمنیان، جاثلیق اعظم آرام اول، رهبر کل ارمنیان حوزهٔ سیلیسی، که به عنوان مهمان رسمی در تهران حضور داشت، افتتاح شد.

## نگارخانه

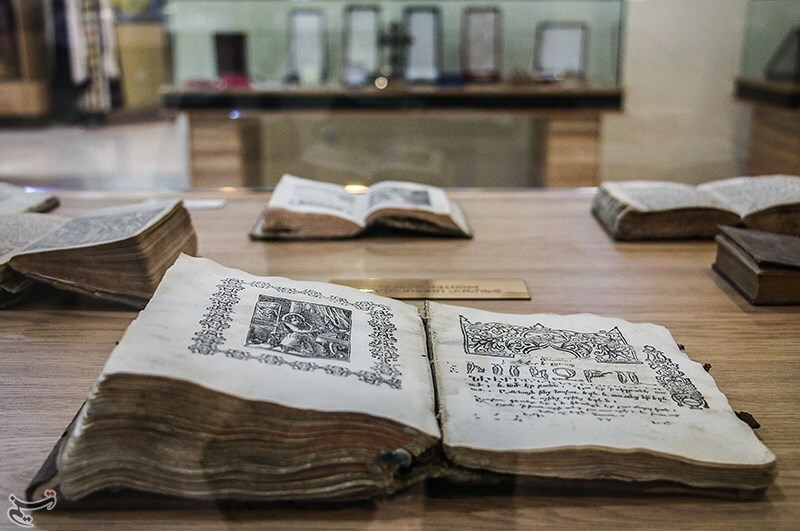
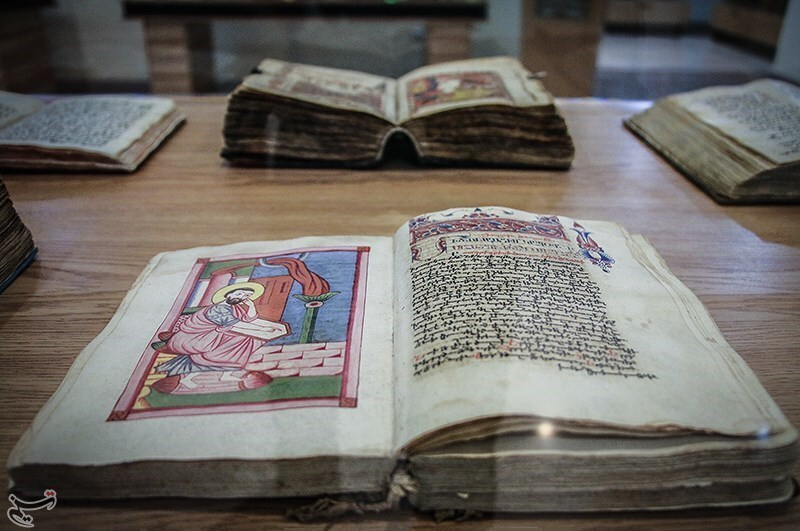
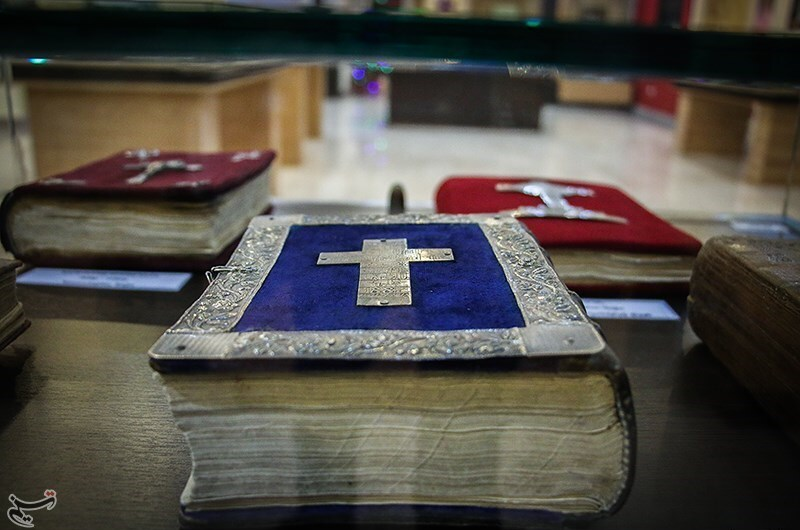
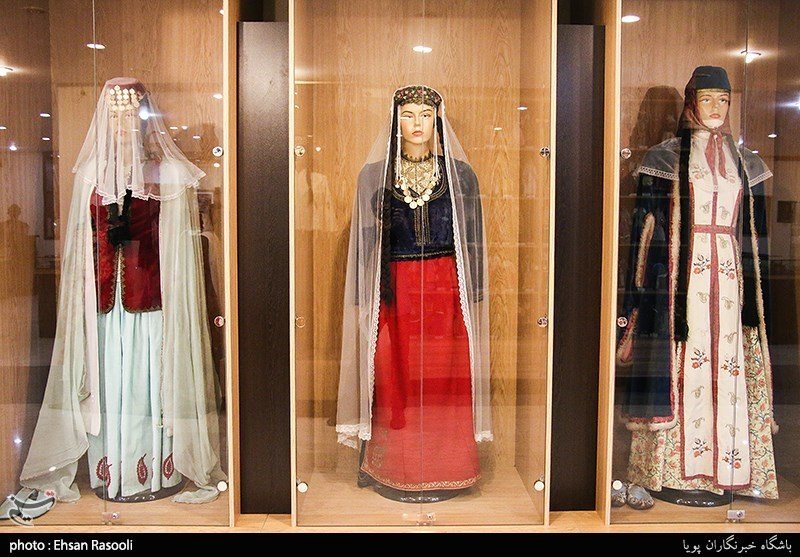
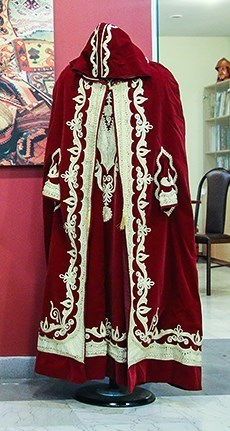
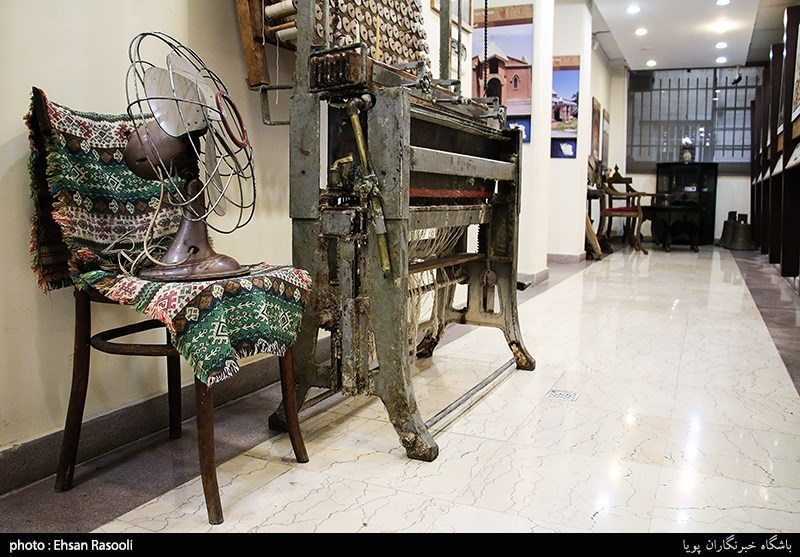
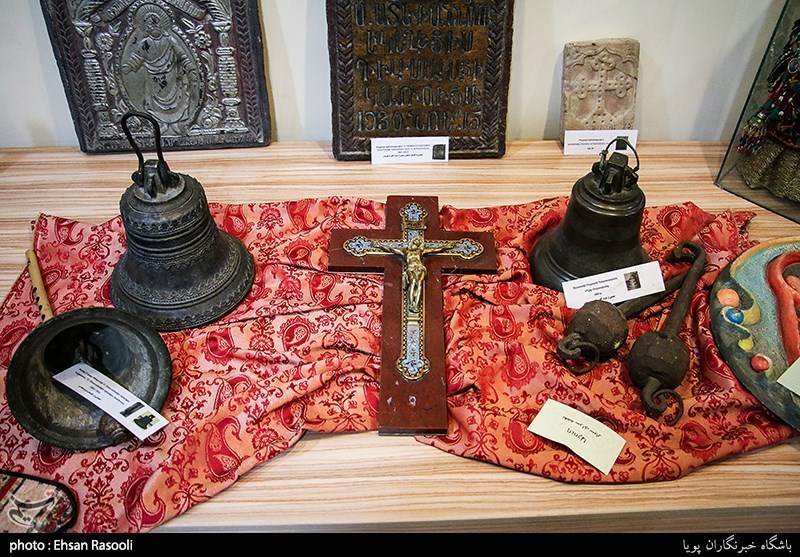
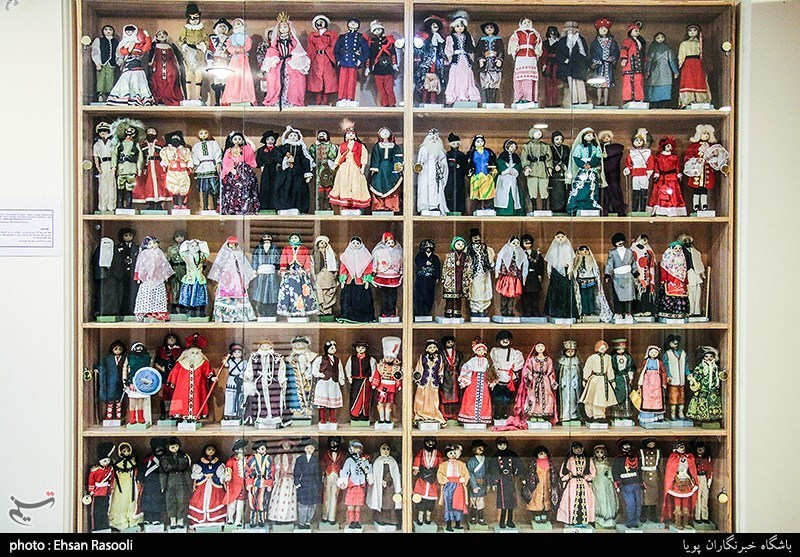
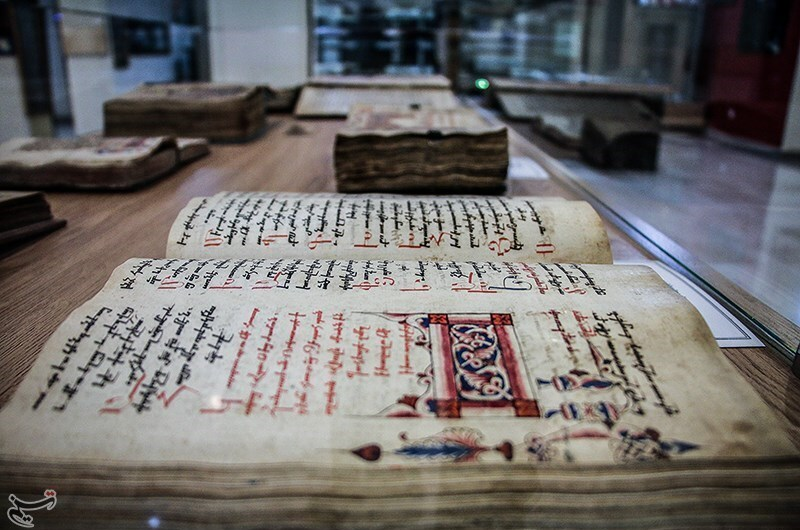
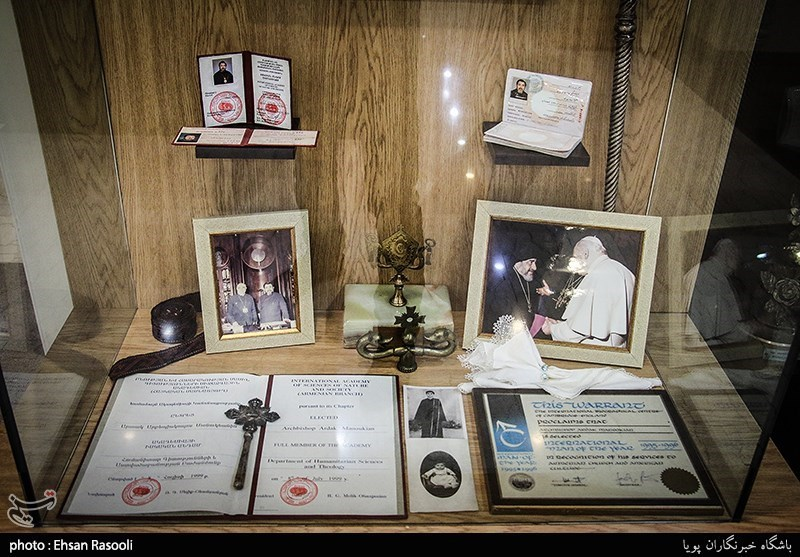
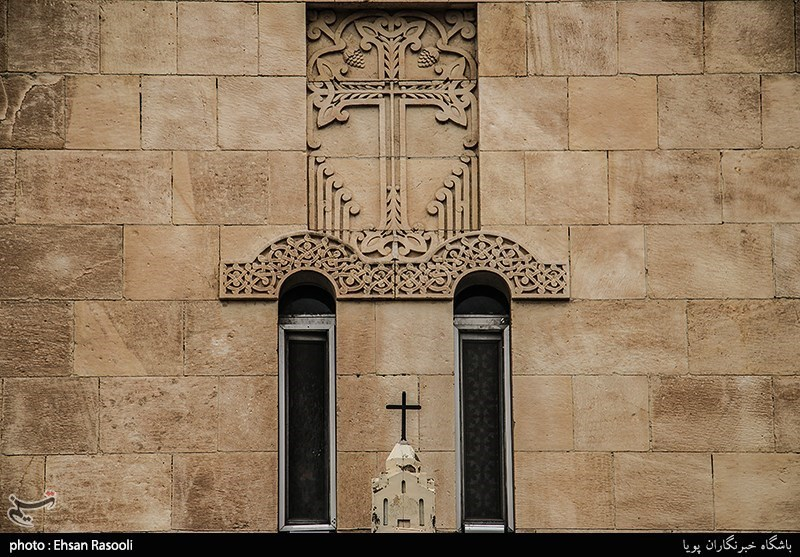
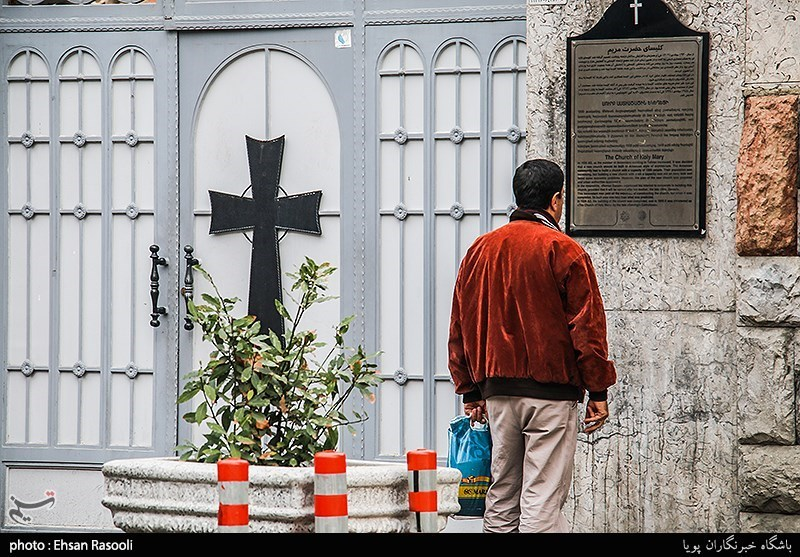
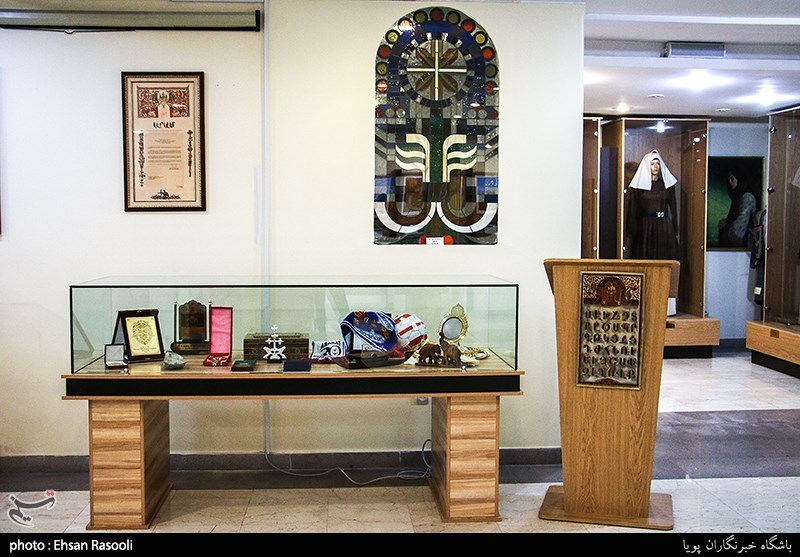
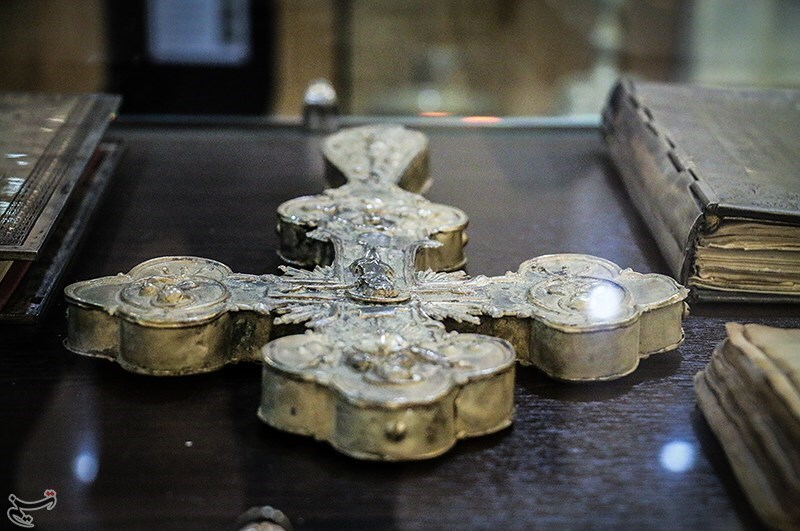
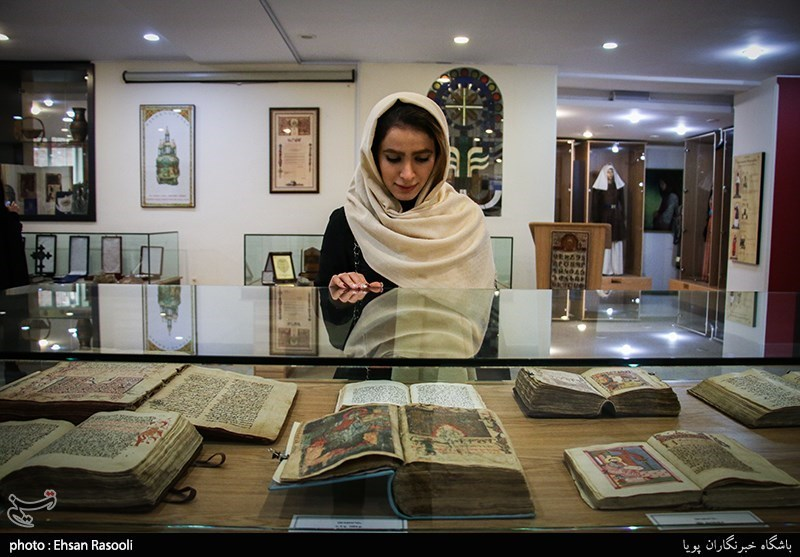
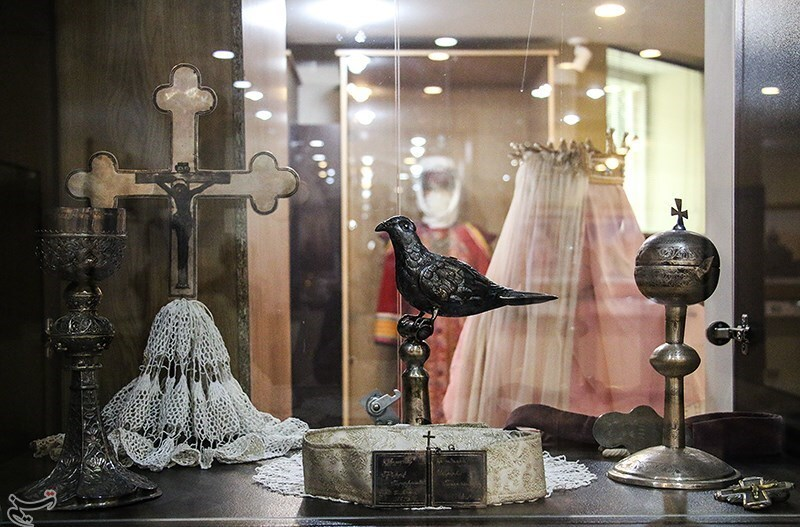

## جستارهای ویژه
- ارمنیان ایران